# Tipana
Tipana (italijansko Taipana, furlansko Taipane) je občina v severovzhodni Italiji v Videmski pokrajini (italijanska dežela Furlanija-Julijska krajina) na meji s Slovenijo. Nahaja se na nadmorski višini 478 m; skozi občino in naselje teče potok Karnahta (Cornappo).
Meji na slovenski občini Kobarid in Bovec, sicer pa še na italijanske občine Beneške Slovenije – Bardo, Neme, Fojda in Ahten. Od Trsta je oddaljena okrog 80 km, od Vidma (Udine) pa okrog 20 km. 
Po podatkih na dan 30. 06. 2017 je občina štela 611 prebivalcev. Občina obsega površino 65,44 km². Po popisu leta 1971 se je 74,4 % prebivalcev po narodnosti opredelilo za Slovence. 

## Zgodovina
Leta 1077 je območje postalo del novoustanovljenega Oglejskega patriarhata, ki so ga vodili Oglejski patriarhi. 
Prvi pisni vir, ki omenja kraj Tipana (Taypana) je notarska listina iz 20. julija 1320 nastala v prafarni cerkvi v Nemah, v Kateri se ugotavlja: "Presentibus ... Leonardus filius Marini de Taypana. .. medietas vertat presbyero ... “ v navedeni cerkvi. Od leta 1351 je bila posest kot fevd v rokah Habsburžanov oziroma vojvode Albrehta II. Avstrijskega. Leta 1353 je izpričana prva cerkev v Tipani posvečena Svetemu Jožefu. Ta cerkev je bila popolnoma uničena v potresu leta 1511, nakar so postavili novo cerkev. Leta 1420 so Habsburžani v vojni z Beneško republiko izgubili večji del Furlanije vključujoč območje Tipane; območje so Benečani vključili v tako imenovano Ozemlje Terraferma. 
Po zasedbi Napoleonovih čet in po sklenjenem miru leta 1797 v Campo Formio, je območje pripadlo pod Avstrijsko cesarstvo v okviru Lombardsko-beneškega kraljestva. Po tretji italijanski vojni za neodvisnost leta 1866, je bilo območje priključeno novi Kraljevini Italiji. Zgodovina občine Tipana je vezana na prafaro Neme in Tricesimo vse do ustanovitve samostojne župnije leta 1896. 
Zadnja leta druge svetovne vojne je na območju občine delovalo odporniško gibanje – furlanske partizanske Brigade Garibaldi in Brigade Osoppo.